# Paeller

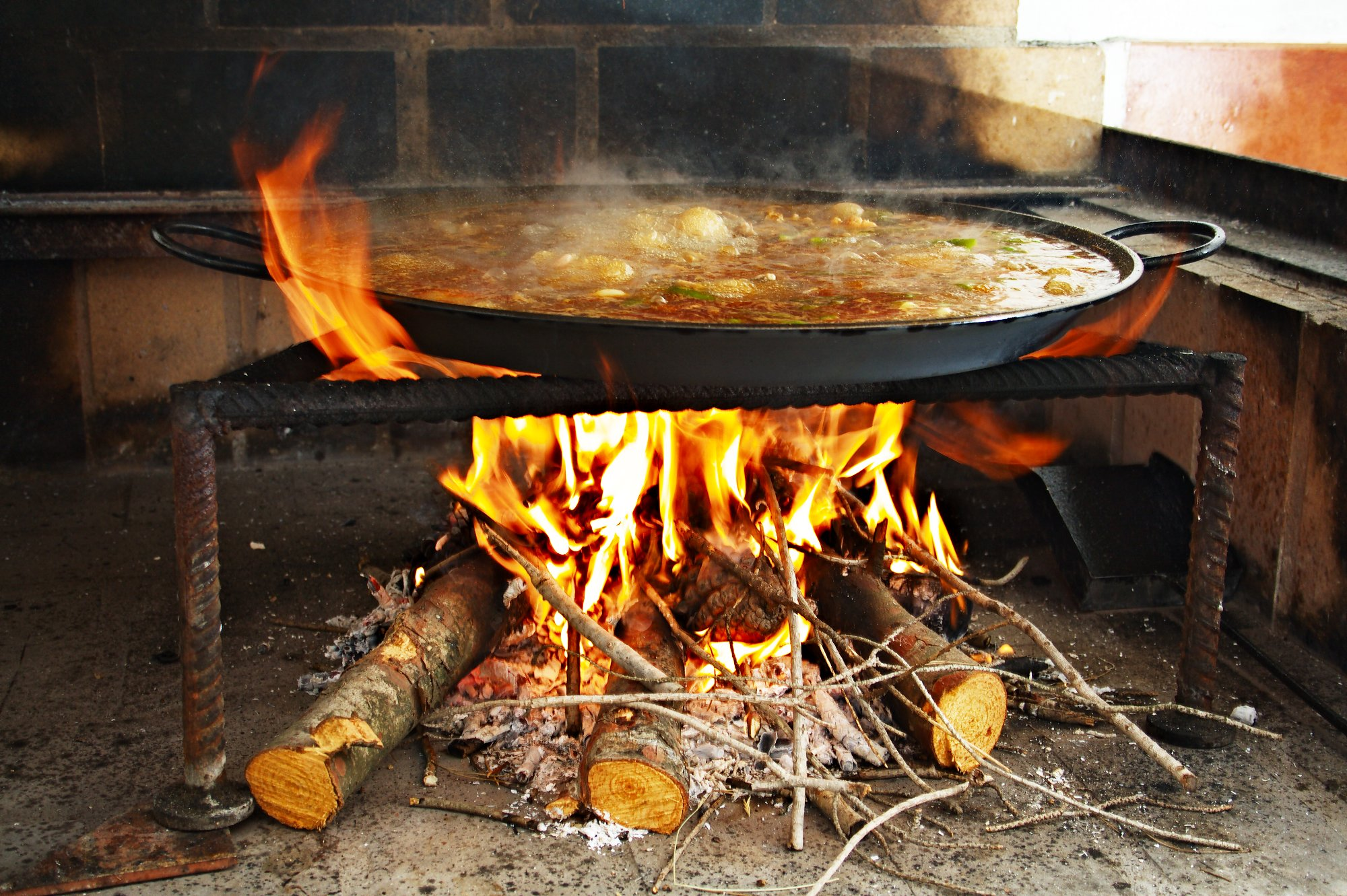
Un paeller d'una zona d'esbarjo

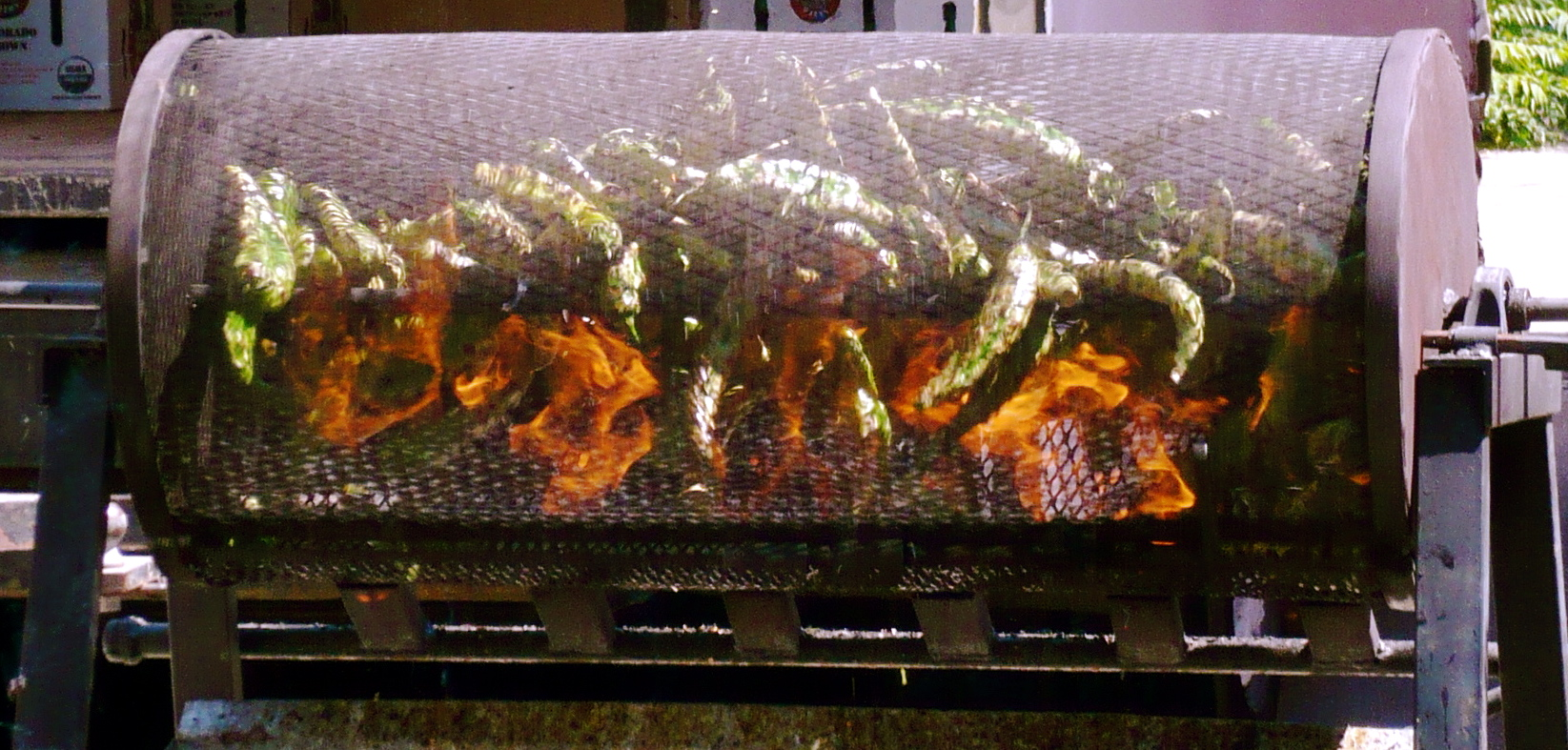
Una barbacoa tancada

El paeller és una eina per a la preparació d'una paella d'arròs. Té forma d'anell i s'empra per escalfar la paella d'una manera més igual del que faria un fogó, que per gran que fos no arribaria a escalfar les vores de la paella. El paeller funciona amb gas, però tradicionalment s'empra la foguera de llenya i tant aquesta tècnica, com els espais dissenyats per a fer-la, també s'anomenen paellers.
Un estri semblant, però que té una forma de foc amb graella incorporada proveït d’un recipient per a la cendra, és la barbacoa, que també pot fer-se ús com a sinònim de la torrada o activitat de torrar.